# Igor Dodon
Igor Dodon (n. 18 februarie 1975, Sadova, raionul Călărași, RSS Moldovenească, URSS) este un politician și economist din Republica Moldova, fost președinte al Republicii Moldova în perioada 23 decembrie 2016 și 24 decembrie 2020.
A fost membru al Partidului Comuniștilor din Republica Moldova până în anul 2011, când la părăsit pentru a-și forma propriul partid (Partidul Socialiștilor din Republica Moldova). A îndeplinit funcția de prim-viceprim-ministru al Republicii Moldova din 2008 până în 2009 și de ministru al economiei și comerțului din 2006 până în 2009. A fost deputat în Parlamentul Republicii Moldova din 2009 până în 2016. În perioada 2016-2020 a ocupat funcția de președinte al Republicii Moldova. În 2021 este ales ca deputat în legislatura a XI-a a Parlamentului Republicii Moldova.

## Studii și cariera didactică
Igor Dodon s-a născut la data de 18 februarie 1975, în satul Sadova din raionul Călărași (astăzi în Republica Moldova). A absolvit Facultatea de Economie din cadrul Universității Agrare de Stat din Moldova (1997) și apoi Facultatea de Management din cadrul Academiei de Studii Economice din Moldova (1998).
Ulterior a absolvit Facultatea de Drept în economie din cadrul Institutului Internațional de Management. A obținut titlul științific de Doctor în științe economice la Academia de Studii Economice din Moldova, Catedra Bănci și Burse de Valori.
În paralel cu activitatea de bază, în perioada anilor 1997–2005, Igor Dodon lucrează în activitatea pedagogică. Astfel, el deține funcțiile de lector asistent la Academia de Studii Economice din Moldova (Catedra de Bănci și Burse de Valori), lector superior la Universitatea Liberă Internațională din Moldova (Catedra de Bănci și Burse de Valori), Institutul Internațional de Management (Catedra de Finanțe) și Universitatea de Stat din Moldova. Igor Dodon este și membru al Comisiilor la examenul de licență în cadrul ULIM și IMI.
Pe lângă limbile română (căreia îi refuză identitatea, numind-o „moldovenească”) și rusă (în care face majoritatea declarațiilor politice), Igor Dodon vorbește limba franceză și are cunoștințe de engleză și germană. Este căsătorit cu Galina și are trei fii: Vlad, Bogdan și Nicolae.

## Cariera profesională
După absolvirea instituțiilor de învățământ, din iulie 1997 Igor Dodon a activat la Bursa de Valori a Moldovei. Astfel, între anii 1997-2001 lucrează în funcția de specialist superior al Departamentului Clearing, Departamentului Listing, administrator al Sistemelor Electronice de Negocieri și apoi Director al Departamentului Marketing, Listing și Cotare în cadrul Bursei de Valori a Moldovei.
În perioada noiembrie 2001-mai 2005, a exercitat funcția de președinte și membru al Consiliului de directori al Depozitarului Național de Valori Mobiliare al Moldovei SA. În perioada septembrie 2002 - mai 2005 a activat în funcția de președinte al Bursei Universale de Mărfuri a Moldovei.
Între februarie 2003 - mai 2005, Igor Dodon este membru al comisiei de experți de pe lângă Comisia Națională a Valorilor Mobiliare a Moldovei. De asemenea, în perioada martie 2004 - mai 2005, este și membru al Comisiei de Arbitraj al Bursei de Valori. Publică articole științifice în revistele științifice, fiind redactor al Buletinului Informativ “Bursa de Valori a Moldovei” și al Buletinului bursier al Bursei Universale de Mărfuri „Bursa – cotări bursiere”.
În mai 2005, Igor Dodon este numit în funcția de viceministru al economiei și comerțului din Republica Moldova. Prin Decretul Președintelui Republicii Moldova nr.764-IV din 18 septembrie 2006, Igor Dodon este numit în funcția de ministru al economiei și comerțului.
În noul guvern format de Zinaida Greceanîi la data de 31 martie 2008 (prin Decretul Președintelui Republicii Moldova nr.1592-IV), Igor Dodon a fost numit în funcția de prim-viceprim-ministru și ministru al economiei și comerțului.
Ca urmare a rezultatelor alegerilor parlamentare din Republica Moldova din 29 iulie 2009, la 2 septembrie 2009 Igor Dodon își depune demisia.

## Activitate politică
Începând cu anul 2009 este deputat în Parlamentul Republicii Moldova, inițial ales pe listele PCRM. Pe 4 noiembrie 2011 împreună cu Zinaida Greceanîi și Veronica Abramciuc a părăsit fracțiunea PCRM din parlament. Ulterior cei trei au aderat la Partidul Socialiștilor din Republica Moldova.
La 18 decembrie 2011, la cel de-al 10-lea Congres al PSRM Igor Dodon a fost ales președintele partidului.[nefuncțională]

Pe 16 martie 2012 grupul celor 3 deputați ex-comuniști (Igor Dodon, Zinaida Greceanîi, Veronica Abramciuc) a votat pentru candidatul Alianței pentru Integrare Europeană (AIE) Nicolae Timofti în calitate de Președinte al Republicii Moldova. Ulterior, însă, Dodon a declarat că regretă votul său pentru Timofti.

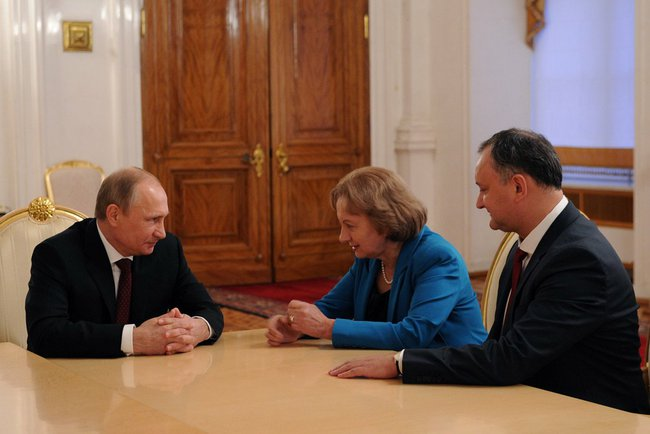
Întrevederea Președintelui rus Vladimir Putin cu Igor Dodon și Zinaida Greceanîi

Igor Dodon își exprimă fățiș orientarea sa politică pro-rusă, în opoziție cu orientările pro-europene, adoptate de coaliția democratică de guvernare. În nenumărate rânduri Igor Dodon a afirmat că Republica Moldova ar trebuie să adere la Uniunea Vamală Rusia-Belarus-Kazahstan în detrimentul Uniunii Europene. Pledează pentru denunțarea imediată a Acordului de Asociere Republica Moldova–Uniunea Europeană.
În politica internă, tot conform orientărilor pro-ruse, Igor Dodon promovează federalizarea Republicii Moldova și susține că nesemnarea „memorandumului Kozak” în toamna anului 2003 a fost o greșeală.
Între 2012 și 2014, Igor Dodon a organizat periodic proteste în fața Primăriei Municipiului Chișinău, cerându-i demisia primarului Dorin Chirtoacă.
În septembrie 2016, Partidul Socialiștilor din Republica Moldova l-a desemnat pe Igor Dodon în calitate de candidat al partidului la alegerile prezidentiale din 30 octombrie.
Igor Dodon a câștigat alegerile prezidențiale din Republica Moldova care au avut loc pe data de 30 octombrie 2016 pentru turul I și 13 noiembrie 2016 pentru turul al II-lea și va fi învestit în funcție la 23 decembrie 2016, devenind primul președinte al Republicii Moldova ales direct în ultimii 16 ani.

### Președinte al Republicii Moldova

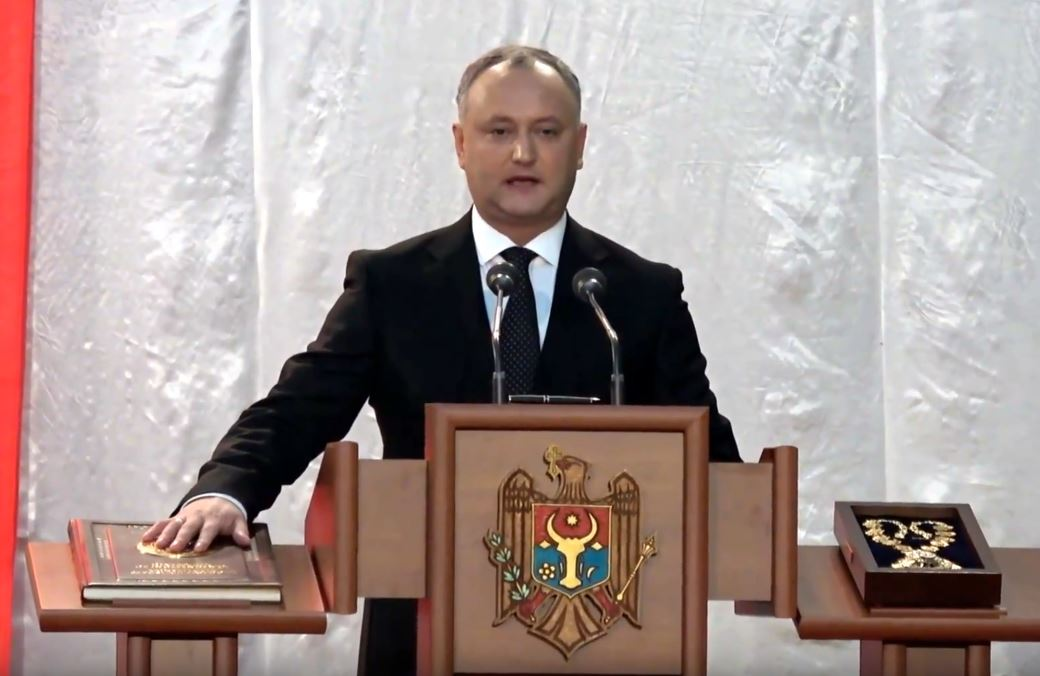
Depunerea jurământului, la 23 decembrie 2016

La 3 zile după ce Dodon a depus jurământul de președinte, steagul UE a fost dat jos de pe Palatul Prezidențial. De asemenea, denumirea de limba română de pe site-ul prezidențial a fost schimbată în limba moldovenească. Pe 4 ianuarie 2017, Dodon s-a întâlnit cu președintele auto-proclamatei RMN, Vadim Krasnoselski.

În 2018, Dodon a găzduit prima vizită a unui alt șef de stat, Aleksandr Lukașenko (președintele Belarusului). Acesta a mai susținut de asemenea necesitarea reintroducerii limbii ruse în școli,, precum și necesitarea introducerii disciplinei "Limba moldovenească" în locul disciplinei "Limba română", respectiv "Istoria Moldovei" în locul disciplinei "Istoria românilor". 

Reprezentare a unui steag purtat de Ștefan cel Mare în ziua de 12 septembrie 1485. Desenul este parte a unui proiect legislativ pentru completarea Legii nr. 217/2010 privind Drapelul de Stat al Republicii Moldova, proiect elaborat în 2018 la inițiativa lui Igor Dodon

 Comisia Națională de Heraldică de pe lângă Președintele Republicii Moldova a aprobat conferirea statutului legal de simbol național istoric al Republicii Moldova drapelului purtat de Ștefan cel Mare în ziua de 12 septembrie 1485. În acest context, președintele Igor Dodon a înaintat în 2018 o inițiativă legislativă pentru completarea Legii nr. 217/2010 privind Drapelul de Stat al Republicii Moldova. Igor Dodon a anunțat că, în perspectiva Zilei Drapelului de Stat, președinția va trimite primăriilor din țară câte un drapel de stat, dar și drapelul istoric „al lui Ștefan cel Mare”.
Pe 5 mai 2018, Dodon a anunțat începerea unei campanii de a transforma Moldova din republică parlamentară în republică prezidențială. Tot în timpul lui Dodon, clădirea Președinției Republicii Moldova a fost renovată cu ajutorul statului turc. La ceremonia de redeschidere a participat și președintele turc Recep Tayyip Erdoğan.

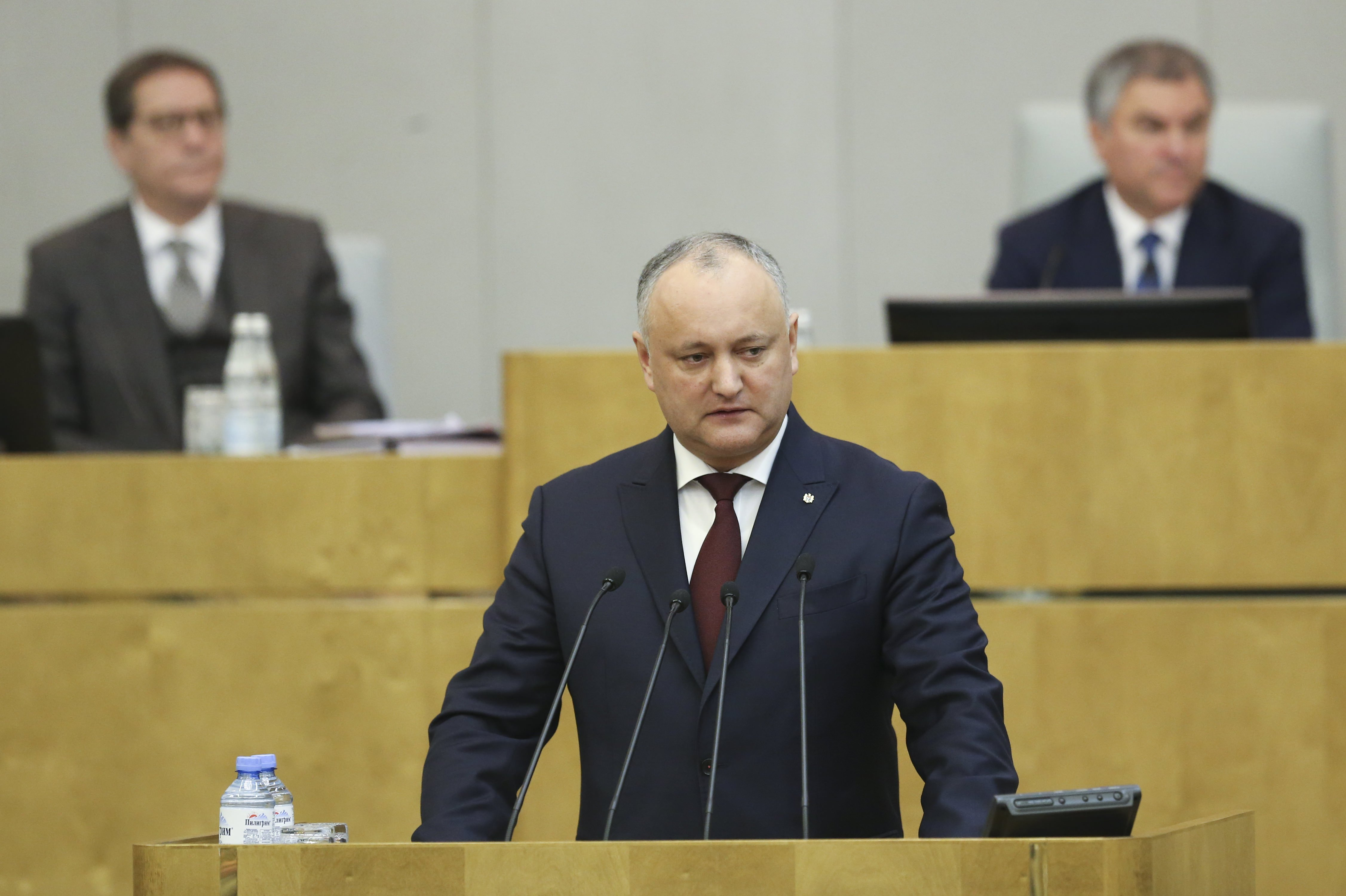
Igor Dodon în Duma de Stat a Rusiei, în 2018

În 2019, Dodon a planificat o sărbătoare mare cu ocazia împlinirii a 75 de ani de la Operațiunea Iași-Chișinău, în urma căreia Basarabia a fost reocupată de URSS. Multe monumente din perioada sovietică au fost renovate. Tot în luna februarie a aceluiași an, Dodon a sărbătorit împlinirea a 660 de ani de la "apariția statalității moldovenești".

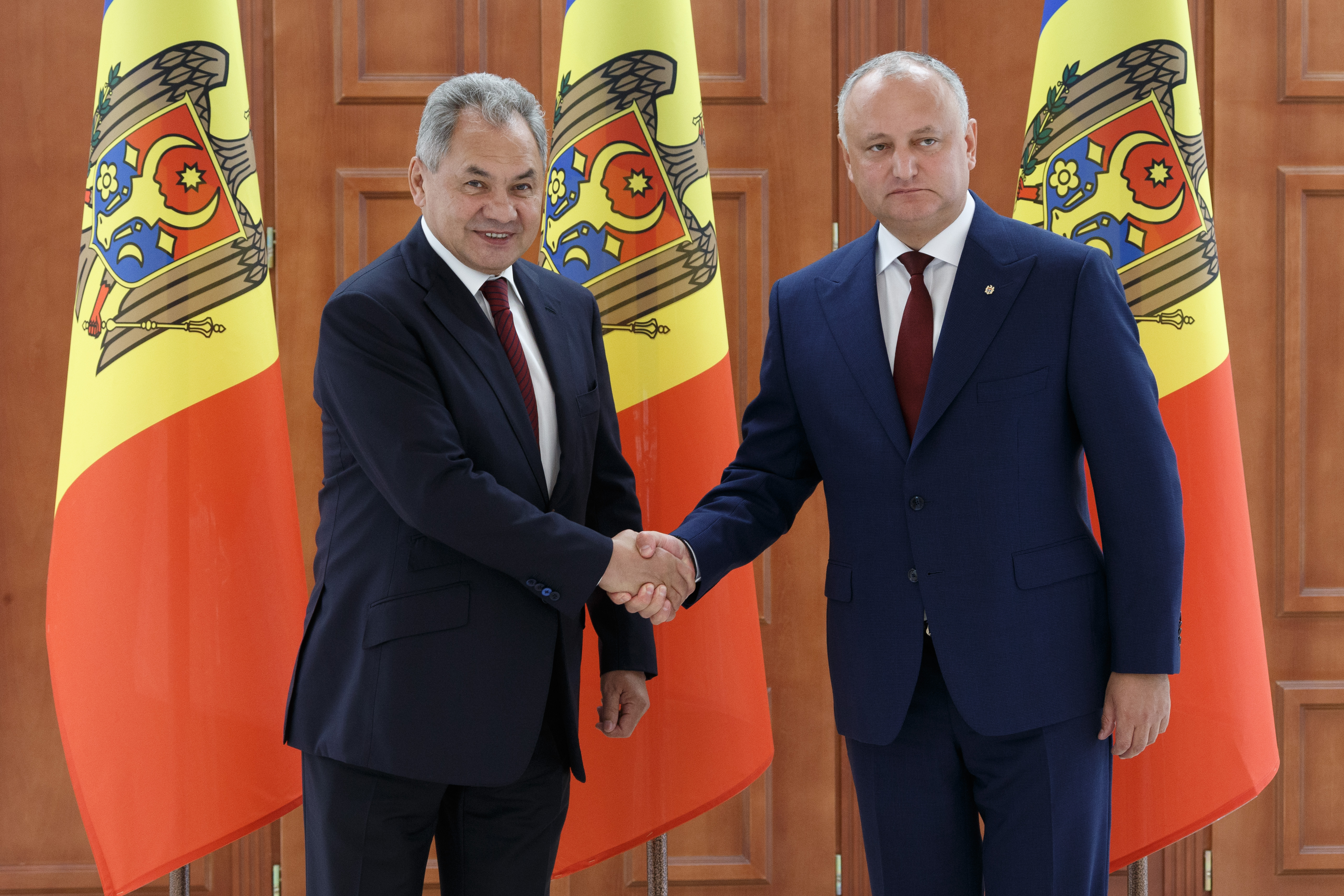
Igor Dodon și Serghei Șoigu

În timpul crizei constituționale din 2019, Dodon a fost suspendat temporar din funcția de președinte, fiind înlocuit de prim-ministrul Pavel Filip. Pe toată perioada mandatului de președinte al Republicii Moldova, Igor Dodon a fost suspendat de cinci ori.
După demiterea guvernului condus de Maia Sandu, Dodon l-a nominalizat în funcția de premier pe Ion Chicu, formând, conform spuselor acestuia, un guvern "tehnocrat", dar în care erau miniștri de la PSRM sau PDM, partidele care au susținut acest guvern.
În august 2020, a anunțat că dorește să se vaccineze anti-COVID într-o vizită în Rusia, spunând că "are mai multă încredere într-un vaccin rusesc decât în unul american."
Deși se identifică ca politician de stânga, Dodon este cunoscut pentru poziția sa conservatoare în ceea ce privește teme ca homosexualitatea, ortodoxismul (inclusiv susținerea Mitropoliei Moldovei - Subordonată Moscovei și opoziția față de Mitropolia Basarabiei) sau imigrația. O parte din presă l-a catalogat pe acesta drept "mic dictator" și autocrat cu viziuni autoritare.

#### Politica externă
În ianuarie 2017, Dodon a declarat că nu va recunoaște Crimeea ca parte a Federației Ruse, susținând că e nevoie de o relație de prietenie cu Ucraina pentru a rezolva conflictul transnistrean.
În timpul președinției sale, Dodon nu a vizitat niciodată Bucureștiul. Acesta a declarat că, în opinia lui, unioniștii români sprijiniți de autoritățile române sunt principalul dușman al Moldovei. Dodon este cunoscut pentru poziția sa moldovenistă, iar unele declarații ale sale au fost considerate românofobe (catalogare făcută și de scriitorul Andrei Țurcanu). Dodon a declarat că nu este antiromân, dar este categoric antiunionist. Într-o întâlnire pe care a avut-o cu președintele român Klaus Iohannis în New York, Dodon a declarat că îmbunătățirea relațiilor cu România reprezintă o prioritate.

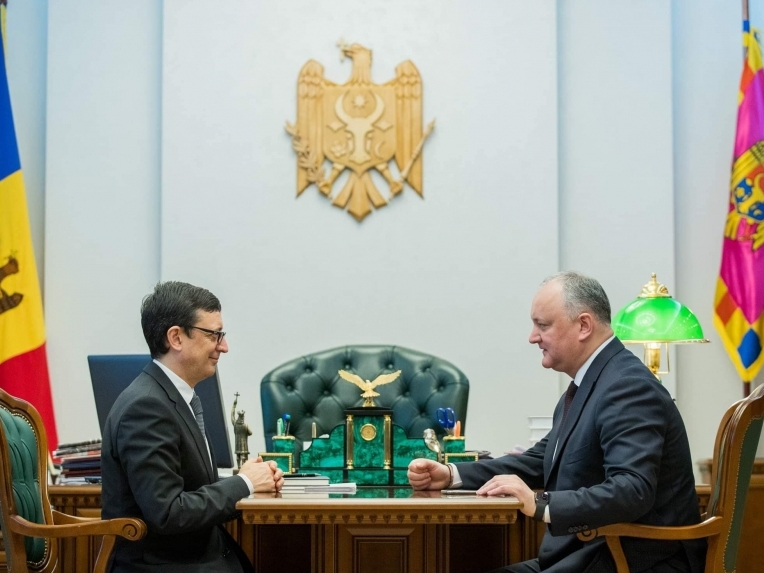
Dodon cu cu guvernatorul BNM, Octavian Armașu, februarie 2020

Igor Dodon este considerat un politician pro-rus care este în favoarea federalizării Republicii Moldova, ca cea propusă de Dmitri Kozak în memorandumul care îi poartă numele. În 2019, luni după criza constituțională, Dodon a declarat că politicienii pro-europeni (referindu-se la Partidul Acțiune și Solidaritate condus de Maia Sandu) au renunțat la poziția rusofobă prin parteneriatul făcut cu PSRM.
Dodon a declarat de asemenea că există un potențial foarte mare de a dezvolta niște relații economice puternice cu Coreea de Nord.
În anul 2018, într-o vizită în Comrat, Dodon a denunțat ideea reunificării cu România, dar a declarat că prietenii Moldovei sunt Rusia și Turcia, cu care a dezvoltat relațiile diplomatice. În decembrie 2018, în urma vizitei sale în Israel, Dodon a declarat că ia în calcul posibilitatea de a muta ambasada Moldovei din Tel Aviv în Ierusalim.

#### Alegerile prezidențiale din 2020
După primul tur, Dodon a criticat diaspora moldovenească (care în mare parte o susținea pe Maia Sandu), susținând că nu sunt la curent cu situația din țară și că "pot fi considerați un electorat separat".

## Controverse

Steagul propus de Igor Dodon pentru Republica Moldova

Pe 29 martie 2012, Igor Dodon a invitat partidele să inițieze un referendum de schimbare a drapelului național al Republicii Moldova (tricolorul), cu un steag bicolor roșu-albastru.
În noiembrie 2012 acesta publică pe contul său de Facebook o fotografie în care apare îmbrăcat în haine cu Drapelul Federației Ruse pe ele.
În noiembrie 2014 socialistul Valentin Crîlov l-a acuzat pe Igor Dodon că ar fi instrument al unor scenarii care pot provoca vărsare de sânge în Republica Moldova și în regiune și că a pus „Partidul Socialiștilor” în serviciul altei țări, transformându-se într-un instrument politic al acesteia, și atentează la stabilitatea, pacea și însăși existență Republicii Moldova și o face în baza resurselor financiare extraordinar de mari, proveniența cărora naște îndoieli rezonabile. El a accentuat atunci:
„Vreau să fiu înțeles corect: eu sunt etnic rus, dar țara mea natală este Republica Moldova, de aceea nu vreau ca țara mea să fie atrasă în jocuri atât de periculoase, cum o face etnicul moldovean Igor Dodon.”
De asemenea, Igor Dodon a mai fost criticat și pentru atitudinea sa pro-rusă, denigrând etnicii moldoveni sau români care locuiesc în Republica Moldova pentru atitudini „unioniste”, acestea stricând relațiile moldovenești cu Tiraspolul.
În anul 2017, președintele rus Vladimir Putin i-a dăruit președintelui moldovean Igor Dodon o hartă cu Principatul Moldovei. Dodon a declarat că el dorește ca Moldova Occidentală să devină parte a Republicii Moldova și că acest lucru se va realiza după aderarea la Uniunea Vamală Euroasiatică. De asemenea, în programul Partidului Socialiștilor din Republica Moldova este prezent paragraful "reîntregirea țării".
În cadrul unei vizite oficiale pe care o face în Federația Rusă în 2018, Igor Dodon a ținut un discurs în fața studenților și a profesorilor de la Universitatea de Stat din Moscova în care vorbește despre binefacerile anului 1812 în care Basarabia devine parte a imperiului rus și își afirmă regretul că Rusia s-a grăbit, mulțumindu-se doar cu jumătate din Moldova.  
Referitor la anul 1918, Igor Dodon spunea că "nu există motiv de sărbătoare pentru că, de fapt, Basarabia a fost anexată".
În septembrie 2018, șapte profesori turci, din administrația Liceului „Orizont”, au fost declarați indezirabili de către organele competente și expulzați de pe teritoriul țării, fapt pentru care, la 11 iunie 2019, Curtea Europeană a Drepturilor Omului a condamnat Republica Moldova, impunând Guvernului moldovean să achite câte 25 de mii de euro pentru cinci din cei șapte cetățeni turci. 
Liderii din opoziție i-au acuzat pe președintele Igor Dodon și pe cei din PDM, partidul de guvernământ, de încălcare intenționată a legii și a drepturilor omului pentru a obține avantaje în relația cu autoritățile de la Ankara, având în vedere inclusiv renovarea clădirii Președinției din banii Turciei. Consilierul municipal din partea „Partidului Nostru” Ilian Cașu a considerat că această operațiune a SIS a fost plata președintelui Dodon pentru clădirea administrației președintelui reparată cu bani turcești. Anterior, înainte de a veni la guvernare, poziția Blocului ACUM se baza pe faptul că în spatele „expulzării” profesorilor turci ar sta Igor Dodon. Într-un comunicat al PAS, publicat pe pagina de Facebook a partidului se menționa că „Pentru banii destinați reparației clădirii președinției și alte bunuri, în Moldova sunt încălcate drepturile omului și acest lucru este inadmisibil”. Liderul Partidului „Platforma Demnitate și Adevăr” Andrei Năstase, actualul Viceprim-ministru și Ministru al Afacerilor Interne a comparat SIS-ul cu NKVD. În opinia sa, colaboratorii acestei instituții au acționat la indicația liderului Partidului Democrat Vladimir Plahotniuc și a președintelui Dodon. Poziția acestora s-a schimbat după crearea majorității parlamentare cu PSRM. Președintele Comisiei securitate națională și deputatul PPDA, Chiril Moțpan, care se ocupă de anchetarea privind expulzarea profesorilor turci, a susținut ca președintele nu a avut nicio atribuție la acest caz.
În februarie 2019, președintele Igor Dodon a participat la Conferința internațională de securitate, organizată la München, Germania unde a prezentat conceptul „Pachetul atotcuprinzător pentru Moldova”. Reprezentanții Blocului electoral ACUM au adus acuzații în adresa lui Igor Dodon că, în cadrul Conferinței de securitate de la München, ar fi pus pe masa unor parteneri occidentali „un plan de federalizare al Republicii Moldova”, care ar fi un plan rusesc și prin care s-ar urmări „transnistrizarea Republicii Moldova”. Igor Munteanu, fondatorul Institutului pentru dezvoltare și inițiative sociale (IDIS) „Viitorul”, fostul ambasador al Republicii Moldova în Statele Unite ale Americii, deputat al blocului ACUM, a declarat în cadrul unei conferințe de presă că „Este un plan rusesc care contrazice Constituția Republicii Moldova și care invocă egalitatea a două state, într-un document care urmărește transnistrizarea Republicii Moldova. Poziția fermă a Blocului ACUM este că Igor Dodon trădează Republica Moldova, oferind regimului secesionist de la Tiraspol recunoaștere promisă de Moscova, cu mâinele actualei guvernări - PDM și PSRM”.
Expertul Vlad Lupan, fost ambasador și reprezentant permanent al Republicii Moldova la Organizația Națiunilor Unite, a menționat că, planul de federalizare a Republicii Moldova (care prevede divizarea Republicii Moldova în două subiecte juridice, cu armate, monede și ministere separate, existența unui parlament bicameral, includerea reprezentanților Tiraspolului în Guvernul Republicii Moldova, în sistemul judiciar al republicii și la Curtea Constituțională, revenirea la limba moldovenească în baza grafiei chirilice) prezentat partenerilor occidentali de către președintele Igor Dodon, este o „versiune modificată” a Memorandumului Kozak, ce a eșuat în anul 2003 (prin refuzul semnării documentului de ex-președintele Vladimir Voronin), find o altă încercare de transnistrizare a Republicii Moldova, cu scopul plasării în sfera de influență a Federației Ruse, în cadrul așa-numitului concept „lumea rusă”. În decembrie 2020, analistul politic Igor Boțan a declarat că "Igor Dodon și PSRM reprezintă bastionul a ceea ce se numește lumea rusă, aici, în Republica Moldova.
În mai 2022 a fost reținut în dosarul „kuliokul” (sacoșa), în care este acuzat, printre altele, de trădare de patrie și corupere pasivă.
În 2023, la o întâlnire electorală cu locuitorii din Găgăuzia, pe fondul începerii invaziei rusești în Ucraina, Igor Dodon și-a încheiat tradiționalul discurs pro-Kremlin cu mesajul: "Vom reuși, ai noștri deja sunt aproape".

## Familie
Soția sa, Galina Dodon, lucrează din 2012 ca director financiar pentru Exclusive Media (deținută de deputatul socialist Corneliu Furculiță), producând o versiune locală a ziarului Argumentî i faktî. Familia are trei copii: Vlad, Bogdan și Nicolae.